# Henrik Gude
Henrik Gude, född 1703 i Rendsburg, död den 21 maj 1782, var en dansk officer.
Gude blev som överste utnämnd till chef för Landkadetkompagniet (1760), låg bakom Landkadetakademiets upprättande och verkade med stor iver för denna institution. Vid sin avgång (1779) var han generallöjtnant.